# برج تقطیر

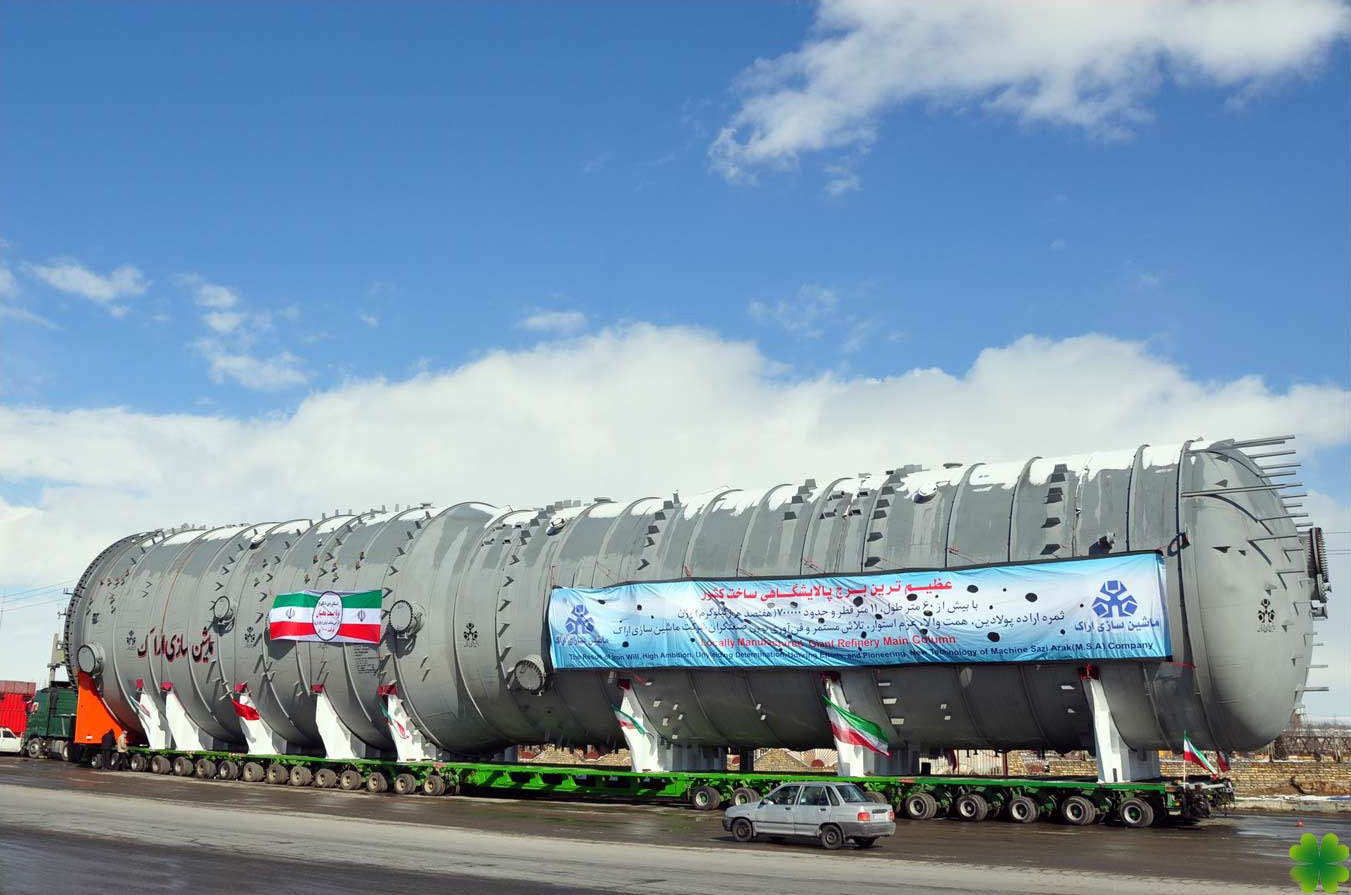
یکی از برج‌های تقطیر پالایشگاه اراک طراحی و ساخته‌شده توسط ماشین‌سازی اراک

برج تقطیر، (به انگلیسی: Distillation column یا fractionating column یا fractionation column) یکی از بخش‌های اصلی و مهم در فرایند تقطیر آزمایشگاهی و صنعتی است. گونه صنعتی آن در ابعاد مختلف ساخته می‌شود و در صنایعی چون نفت و پتروشیمی و بیشتر برای جداسازی هیدروکربن‌ها از یکدیگر به کار می‌رود. داخل برج‌های تقطیر صنعتی قسمت‌هایی به نام سینی‌های تقطیر قرار دارند که عمل جداسازی در آن‌ها انجام می‌شود و شمار و روش چیدمان آن‌ها متناسب با نوع مواد جداشونده و ظرفیت تولید متفاوت است. گونه آزمایشگاهی آن معمولاً از جنس شیشه می‌باشد و برای مقادیر کم یا نمونه‌های آزمایشی به کار می‌رود.

## ستون‌های جداکننده آزمایشگاهی
ستون تقسیم آزمایشگاهی قطعه ای از ظروف شیشه ای است که برای جداسازی مخلوط های بخار شده از ترکیبات مایع با فرار نزدیک به کار میرود. بیشترین ستون مورد استفاده یا ستون های Vigreux یا ستون های مستقیم هستندکه با مهره های شیشه ای یا قطعات فلزی مانند حلقه های Raschig بسته بندی شده است. ستون های تکه تکه با اجازه دادن به بخارات مخلوط شده برای خنک شدن، متراکم شدن و تبخیر مجدد مطابق با قانون رائول به جداسازی مخلوط کمک می کنند. با هر چرخه تراکم-تبخیر، بخارات در یک جزء خاص غنی می شوند. سطح بزرگتر امکان چرخه های بیشتری را فراهم می کند و جداسازی را بهبود می بخشد. این منطق برای یک ستون Vigreux یا یک ستون شکنش پر است. تقطیر باند چرخشی با استفاده از یک نوار چرخشی در داخل ستون برای وادار کردن بخارهای بالارونده و میعانات نزولی به تماس نزدیک، به تعادل سریع‌تر دست می‌یابد.

شکل 1: دستگاه تقطیر کسری با استفاده از کندانسور لیبیگ.

در تقطیر کسری معمولی، یک مخلوط مایع در بالن تقطیر حرارت داده می شود و بخار حاصل از ستون تقطیر بالا می رود (شکل 1 را ببینید). بخار بر روی خارهای شیشه ای (معروف به سینی های نظری یا صفحات نظری) در داخل ستون متراکم می شود و به فلاسک تقطیر باز می گردد و بخار تقطیر در حال افزایش را فلکس می کند. داغ ترین سینی در پایین ستون و خنک ترین سینی در بالا قرار دارد. در شرایط ثابت، بخار و مایع موجود در هر سینی به تعادل می رسند. تنها فرارترین بخارات در حالت گاز باقی می‌ماند تا به بالای آن برسد، جایی که ممکن است از طریق کندانسور عبور کند، که بخار را خنک می‌کند تا تبدیل به تقطیر مایع شود. جداسازی ممکن است با افزودن سینی های بیشتر (به محدودیت عملی گرما، جریان و غیره) افزایش یابد.

## ستون های تکه تکه صنعتی
تقطیر کسری یکی از عملیات واحد مهندسی شیمی است.ستون های تکه تکه به طور گسترده در صنایع فرآیند شیمیایی که در آن مقادیر زیادی مایعات باید تقطیر شوند استفاده می شود. از این قبیل صنایع می توان به فرآوری نفت، تولید پتروشیمی، فرآوری گاز طبیعی، فرآوری قطران زغال سنگ، آبجوسازی، جداسازی هوای مایع و تولید حلال های هیدروکربنی اشاره کرد. تقطیر جزء به جزء گسترده ترین کاربرد خود را در پالایشگاه های نفت می یابد. در چنین پالایشگاه هایی، خام نفت خام یک مخلوط پیچیده و چند جزئی است که باید جدا شود. بازده ترکیبات شیمیایی خالص به طور کلی انتظار نمی رود، با این حال، بازده گروه هایی از ترکیبات در محدوده نسبتاً کوچکی از نقاط جوش، که کسر نیز نامیده می شوند، انتظار می رود. این فرآیند منشأ نام تقطیر یا تکه تکه شدن است.

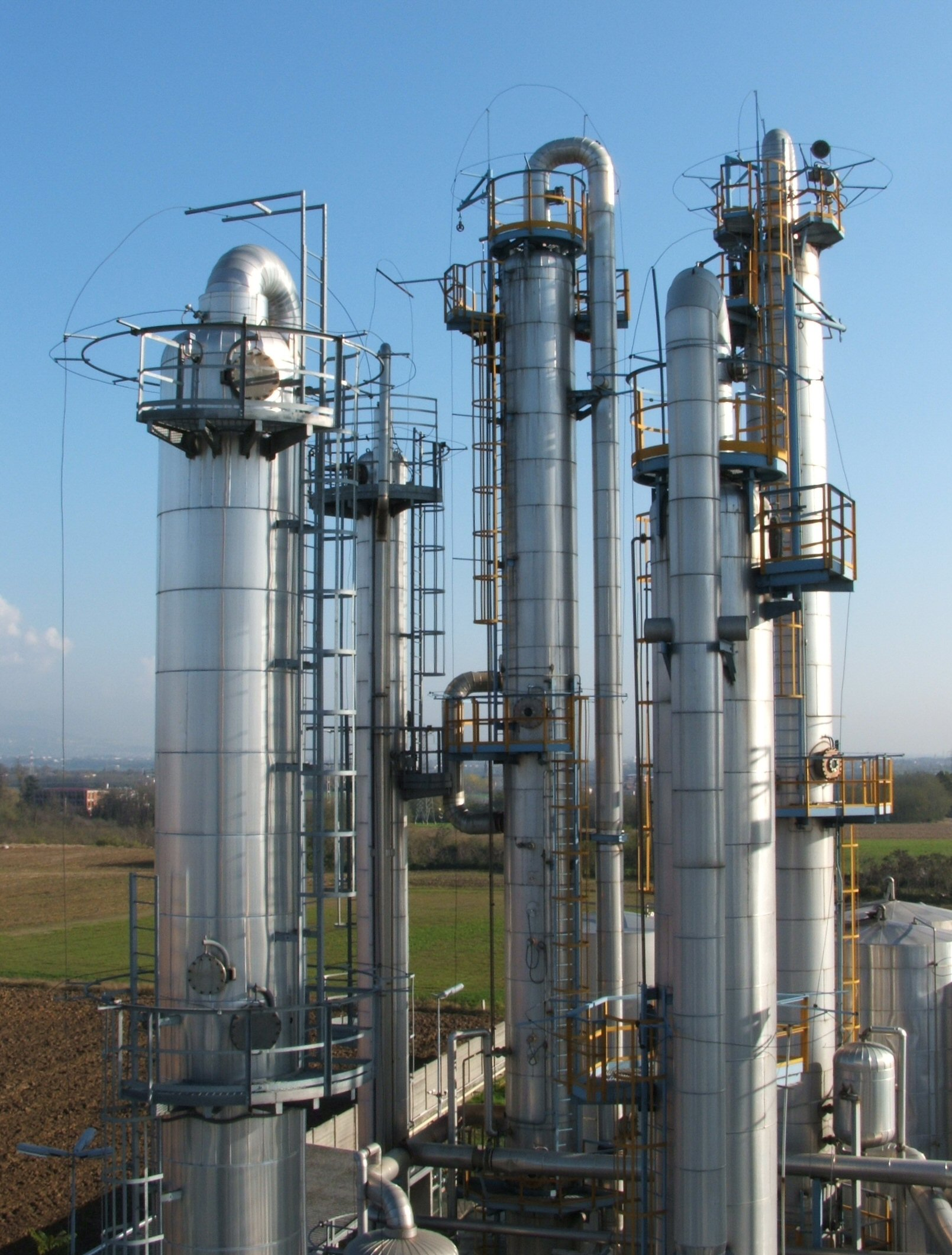
شکل 2: ستون های تکه تکه صنعتی معمولی

تقطیر یکی از رایج ترین و پر انرژی ترین فرآیندهای جداسازی است. اثربخشی جداسازی بستگی به ارتفاع و قطر ستون، نسبت ارتفاع ستون به قطر، و مواد تشکیل دهنده خود ستون تقطیر دارد . در یک کارخانه شیمیایی معمولی، حدود 40 درصد از کل انرژی مصرفی را تشکیل می دهد. تقطیر صنعتی معمولاً در ستون‌های استوانه‌ای عمودی و بزرگ (همانطور که در شکل 2 نشان داده شده است) انجام می‌شود که به نام «برج‌های تقطیر» یا «ستون‌های تقطیر» با قطرهای حدود 65 سانتی‌متر تا 6 متر و ارتفاعات از حدود 6 متر تا 60 متر یا بیشتر.
برج‌های تقطیر صنعتی معمولاً در حالت ثابت کار می‌کنند. مقدار خوراک اضافه شده معمولاً با مقدار محصول حذف شده برابر است، مگر اینکه با تغییر در خوراک، گرما، دمای محیط یا متراکم شدن مزاحمت ایجاد شود.
مقدار گرمای وارد شده به ستون از دیگ بخار و با تغذیه باید برابر با مقدار گرمای خارج شده توسط کندانسور سربار و محصولات باشد. گرمای ورودی به ستون تقطیر یک پارامتر عملیاتی حیاتی است، افزودن گرمای اضافی یا ناکافی به ستون می تواند منجر به کف کردن، گریه کردن، حباب شدن یا سیل شود.
شکل 3 یک ستون شکنش صنعتی را نشان می دهد که یک جریان خوراک را به یک بخش تقطیر و یک بخش پایین جدا می کند. با این حال، بسیاری از ستون‌های تکه تکه صنعتی دارای خروجی‌هایی در فواصل زمانی بالای ستون هستند، به طوری که محصولات متعددی با دامنه‌های جوش متفاوت ممکن است از ستونی که یک جریان خوراک چند جزئی تقطیر می‌کند، خارج شوند. "سبک ترین" محصولات با کمترین نقطه جوش از بالای ستون ها و "سنگین ترین" محصولات با بالاترین نقطه جوش از پایین خارج می شوند.
ستون های تکه تکه صنعتی از رفلاکس خارجی برای دستیابی به جداسازی بهتر محصولات استفاده می کنند. رفلاکس به بخشی از محصول مایع بالای سر متراکم اشاره دارد که همانطور که در شکل 3 نشان داده شده است به قسمت بالایی ستون شکاف برمی گردد.

شکل 3: شماتیک مهندسی شیمی یک ستون شکنش پیوسته

در داخل ستون، مایع رفلاکس پایین جریان خنک‌سازی و متراکم شدن بخارات در حال جریان را فراهم می‌کند و در نتیجه کارایی برج تقطیر را افزایش می‌دهد. هر چه رفلاکس بیشتر و/یا سینی های بیشتری ارائه شود، جداسازی برج از مواد با جوش کمتر از مواد با جوش بالاتر بهتر است.